# Foetidia mauritiana
Foetidia mauritiana là một loài thực vật có hoa trong họ Lecythidaceae. Loài này được Lam. mô tả khoa học đầu tiên năm 1788.

## Hình ảnh

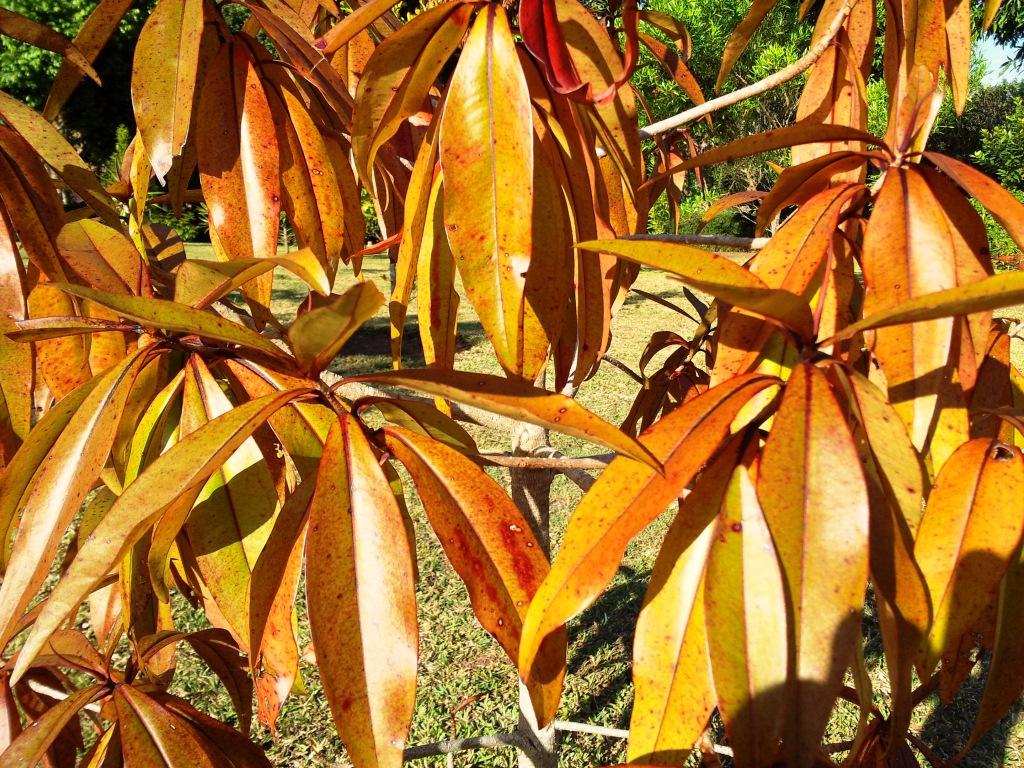
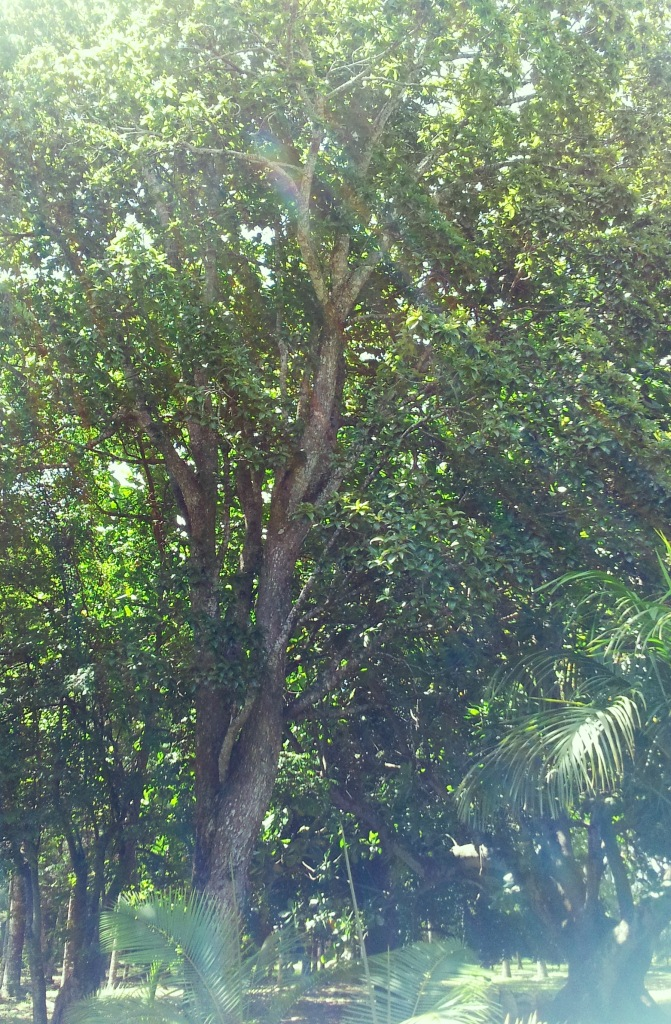
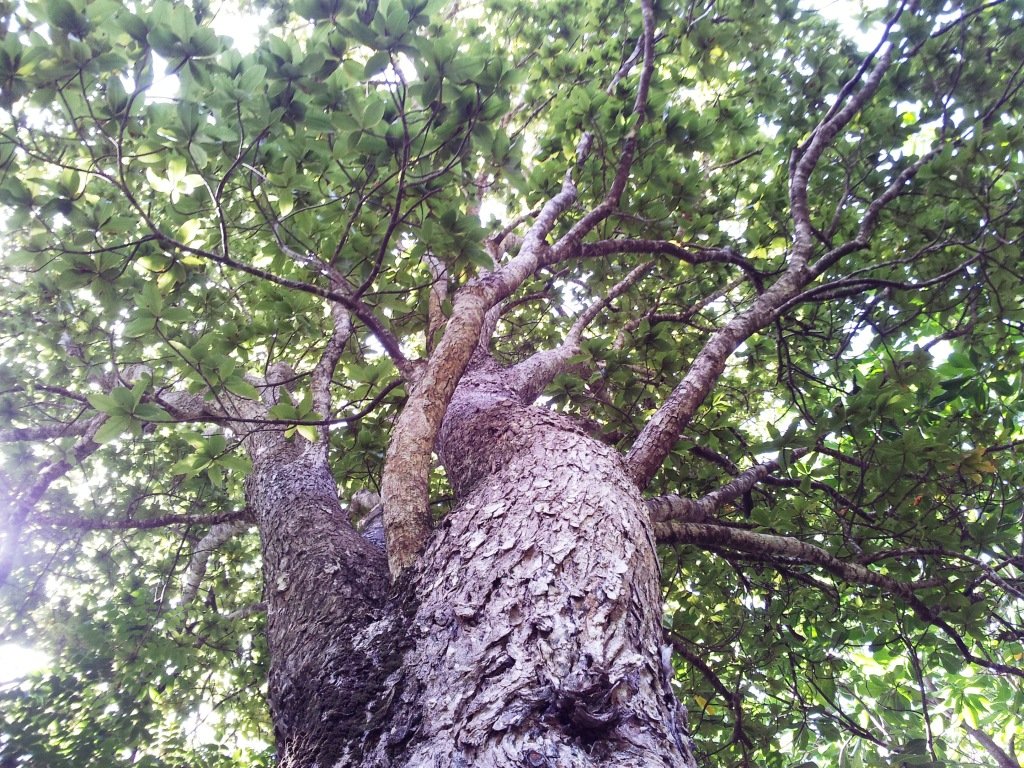
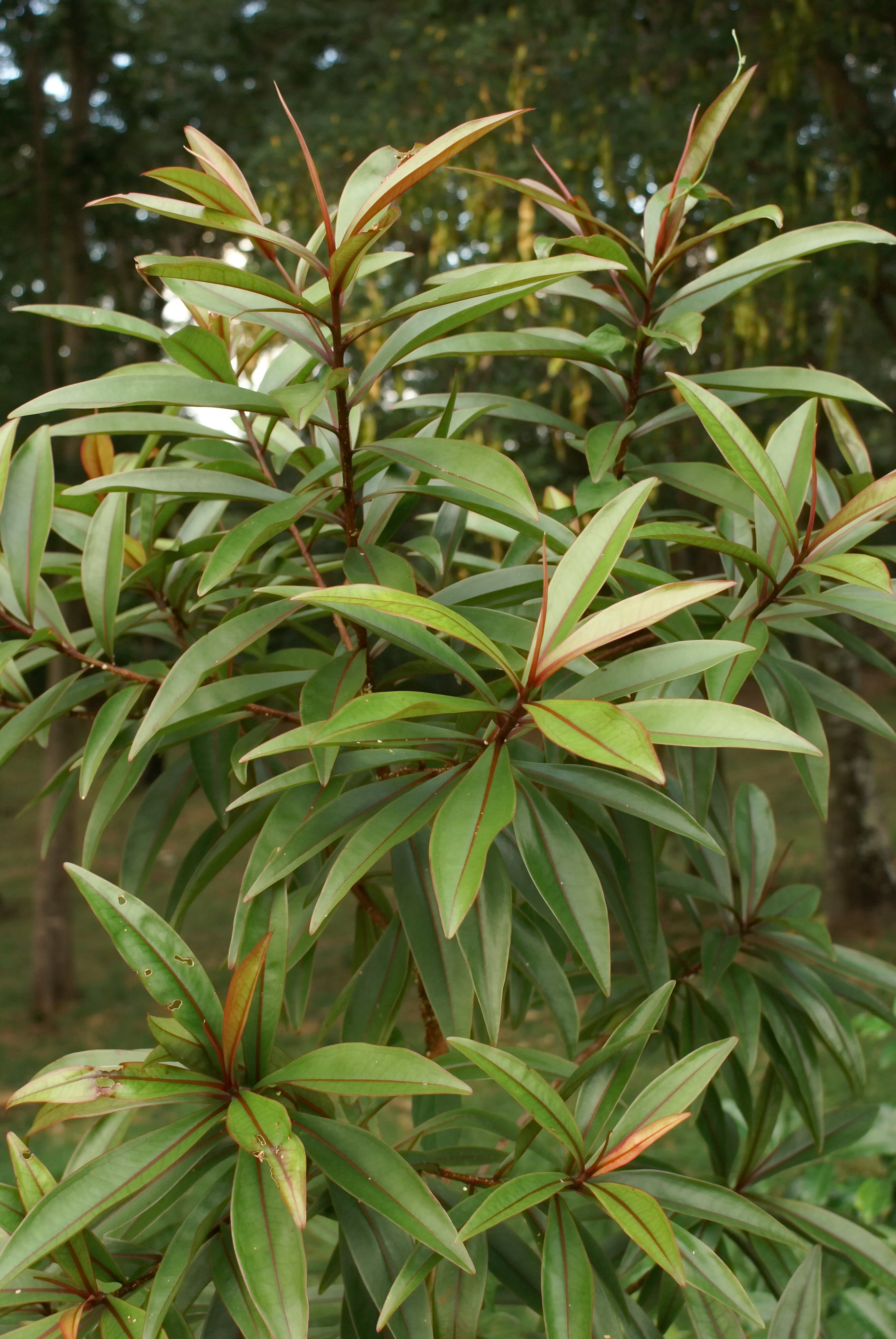